# دینا میر
دینا میر (به انگلیسی: Dina Meyer) (زاده ۲۲ دسامبر ۱۹۶۸) بازیگر آمریکایی است.
از فیلم‌های معروف او می‌توان به بازی در فیلم اره ۲ و همچنین سربازان سفینه اشاره کرد.

## فیلم‌شناسی
فهرست برخی از فیلم‌هایی که دینا میر در آنها به ایفای نقش پرداخته‌است:
- اره ۲
- اره ۳
- سربازان سفینه
- پادزهر
- جانی منومیک
- خفاش‌ها
- اژدهادل
- طعمه ۲
- مرز وظیفه
- اغواگری کشنده(۲۰۱۵)
- هشت دیوانه